# (3090) Tjossem
(3090) Tjossem es un asteroide perteneciente al cinturón de asteroides, descubierto el 4 de enero de 1982 por J. B. Gibson desde el Observatorio del Monte Palomar, Estados Unidos.

## Designación y nombre
Designado provisionalmente como 1982 AN. Fue nombrado Tjossem en honor a la familia "Tjossem" de los que cuatro generaciones fueron amigos de la familia del descubridor.